# Sacirema lachrymosa
Sacirema lachrymosa är en stekelart som först beskrevs av Cameron 1887.  Sacirema lachrymosa ingår i släktet Sacirema och familjen bracksteklar. Inga underarter finns listade i Catalogue of Life.